# Министерство алии и интеграции Израиля
Министе́рство алии́ и интеграции Изра́иля (ивр. משרד העלייה והקליטה‎) — одно из правительственных ведомств государства Израиль, отвечающее за реализацию государственной политики в области иммиграции и алии (репатриации в Израиль). Было создано в первый раз в 1948 году и просуществовало 3 года, после чего было воссоздано в 1968 году после волны иммиграции, последовавшей в результате Шестидневной войны. До октября 2013 г. называлось «Министерство абсорбции». С 2017 года официальное название на русском языке было скорректировано на «Министерство алии и интеграции».

## Области ответственности
Министерство алии и интеграции отвечает за помощь, оказываемую со стороны государства Израиль иммигрантам и вернувшимся израильтянам, прожившим за границей длительное время.
Оно отвечает за оказание всесторонней помощи а также мониторинг иммигрантов, объединяя все сферы жизни израильского общества. Министерство абсорбции оказывает помощь в области жилья, занятости, упрощения взаимодействия иммигрантов с учреждениями и различными организациями в стране.
Цель состоит в том, чтобы определить потенциал иммигрантов и помочь им в реализации данного потенциала, и тем самым способствовать интеграции иммигрантов в израильское общество.
Министерство алии и интеграции стремится дать иммигрантам инструменты, необходимые для того, чтобы справиться с проблемами абсорбции, с помощью которых они могли бы наилучшим образом достичь максимальной интегрированности в дела нового для них государства.

## История

### Создание министерства
14 мая 1948 года, после создания государства Израиль, Давид Бен-Гурион обратился к диаспоре, призывая реализовать свою мечту и переселяться в воссозданное еврейское государство.
До создания Израиля в качестве управляющей структуры общинных центров в Палестине служило Еврейское агентство (Сохнут). Оно отвечало за иммиграцию евреев из диаспоры и абсорбцию их в обществе. Еврейское агентство и послужило базой при создании министерства абсорбции.
С установлением роли государства в делах иммигрантов, правительством Израиля была создана служба иммиграции, который работала с 1948 по 1951 год. Министром во главе службы иммиграции все 3 года её существования был Хаим Моше Шапира.

### После Шестидневной войны
Министерство абсорбции было воссоздано в соответствии с докладом «Комиссии Хорева», который заявил, что существует необходимость в создании правительственного Министерства абсорбции, в связи с массовой иммиграцией в Израиль после победы Израиля в Шестидневной войне в 1967 году.
Шестидневная война привела к национальному пробуждению среди евреев диаспоры. Значительно увеличилось число иммигрантов из США, Канады, Западной Европы, Южной Америки и Южной Африки. В 1968 году число иммигрантов из стран Запада превысило 30 тысяч человек, а с 1969 по 1970 год, составило более 40 тысяч человек в год. Всего за шесть лет с 1967 года по 1973 год иммигрировало примерно 260.000 человек.
Значительное увеличение количества иммигрантов, потребовали реорганизации механизма абсорбции в Израиле, и изменения его профпригодности к новой ситуации. Сначала в 1967 году было создано совместно правительством Израиля и Еврейским агентством «Управление по вопросам иммиграции и абсорбции». Управлением были построены новые жилые центры абсорбции и школы изучения языка иврит. Вопросами занятости, жилья, здравоохранения и т. п. занимались различные министерства.
Лавинообразное увеличение числа иммигрантов вызвало настоятельную необходимость создания единого органа для координации всех забот, связанных с абсорбцией иммигрантов в Израиле. В итоге в 1968 году было образовано Министерство абсорбции и было решено, что Еврейское агентство будет продолжать управления выездом евреев из диаспоры, а Министерство абсорбции будет управлять всеми делами, связанными с абсорбцией репатриантов в Израиле.

## Список министров алии и интеграции
Список составлен на основании официальных данных правительства Израиля:
| Номер | Имя                | Название должности             | Партия                         | Сроки                   |
| ----- | ------------------ | ------------------------------ | ------------------------------ | ----------------------- |
| 1     | Хаим Моше Шапира   | Министр по вопросам иммиграции | Объединённый религиозный фронт | 14.05.1948 - 08.10.1951 |
| 2     | Игаль Алон         | Министр абсорбции              | Маарах                         | 01.07.1968 - 15.12.1969 |
| 3     | Шимон Перес        | Министр абсорбции              | Маарах                         | 22.12.1969 - 27.07.1970 |
| 4     | Натан Пелед        | Министр абсорбции              | Независимый                    | 27.07.1970 - 10.03.1974 |
| 5     | Шломо Розен        | Министр абсорбции              | Независимый                    | 10.03.1974 - 20.06.1977 |
| 6     | Давид Леви         | Министр абсорбции              | Ликуд                          | 20.06.1977 - 05.08.1981 |
| 7     | Аарон Абухацира    | Министр абсорбции              | Тами                           | 05.08.1981 - 04.05.1982 |
| 8     | Аарон Узан         | Министр абсорбции              | Тами                           | 04.05.1982 - 13.09.1984 |
| 9     | Яаков Цур          | Министр абсорбции              | Маарах                         | 13.09.1984 - 22.12.1988 |
| 10    | Ицхак Перец        | Министр абсорбции              | ШАС                            | 22.12.1988 - 13.07.1992 |
| 11    | Яир Цабан          | Министр абсорбции              | Мерец                          | 13.07.1992 - 18.06.1996 |
| 12    | Йоэль Эдельштейн   | Министр абсорбции              | Исраэль ба-Алия                | 11.06.1996 - 13.07.1999 |
| 13    | Эхуд Барак         | Министр абсорбции              | Авода                          | 06.07.1999 - 05.08.1999 |
| 14    | Юли Тамир          | Министр абсорбции              | Авода                          | 05.08.1999 - 07.03.2001 |
| 15    | Ариэль Шарон       | Министр абсорбции              | Ликуд                          | 07.03.2001 - 28.02.2003 |
| 16    | Ципи Ливни         | Министр абсорбции              | Ликуд, Кадима                  | 28.02.2003 - 04.05.2006 |
| 17    | Зеэв Бойм          | Министр абсорбции              | Кадима                         | 04.05.2006 - 04.07.2007 |
| 18    | Яаков Эдри         | Министр абсорбции              | Кадима                         | 04.07.2007 - 14.07.2008 |
| 19    | Эли Афлало         | Министр абсорбции              | Кадима                         | 14.07.2008 - 31.03.2009 |
| 20    | Софа Ландвер       | Министр абсорбции              | Наш дом Израиль                | 31.03.2009 - 05.02.2013 |
| (20)  | Софа Ландвер       | Министр алии и абсорбции       | Ликуд - Наш дом Израиль        | 05.02.2013 - 12.05.2015 |
| 21    | Зеэв Элькин        | Министр алии и абсорбции       | Ликуд                          | 14.05.2015 - 30.05.2016 |
| 22    | Софа Ландвер       | Министр алии и интеграции      | Наш дом Израиль                | 30.05.2016 - 18.11.2018 |
| 23    | Биньямин Нетаньяху | Министр алии и интеграции      | Ликуд                          | 18.11.2018 — 24.12.2018 |
| 24    | Ярив Левин         | Министр алии и интеграции      | Ликуд                          | 24.12.2018 — 9.01.2019  |
| 25    | Йоав Галант        | Министр алии и интеграции      | Ликуд                          | 9.01.2019 — 17.05.2020  |
| 26    | Пнина Тамано-Шата  | Министр алии и интеграции      | Кахоль-Лаван                   | 17.05.2020 — 02.01.2023 |
| 27    | Офир Софер         | Министр алии и интеграции      | Ликуд                          | c 02.01.2023            |